# ليديا كيلي
ليديا كيلي (بالإنجليزية: Lydia Kelly)‏ هي ممثلة بريطانية، ولدت في 25 سبتمبر 1990 في مانشستر في المملكة المتحدة.

## وصلات خارجية
- ليديا كيلي على موقع IMDb (الإنجليزية)
- ليديا كيلي على موقع قاعدة بيانات الفيلم (الإنجليزية)